# Кужендеєво
Кужендеєво (рос. Кужендеево) — село в Росії у Нижньогородській області Росії, адміністративний центр Кужендеєвської сільської ради Ардатовського муніципального району. Розташоване на річці Леметь.

## Населення
| 1999 | 2002 | 2010 |
| ---- | ---- | ---- |
| 588  | ↗594 | ↗652 |